# 第76步兵師 (德國國防軍)
第76步兵師（德語：76. Infanterie-Division）是納粹德國國防軍陸軍的一個步兵師。該師於1939年8月組建。
第二次世界大戰期間，該師參與入侵法國行動。1941年，該師參與一直在東線作戰，直至於1943年在斯大林格勒战役期間被殲。
1943年2月，該師重建，並繼續在東線作戰，直到1945年德國投降後解散。

## 註腳
1. ↑  Mitcham（2007年）